# Radio-controlled drifting
O RC Drift é uma modalidade do automodelismo onde os carros controlados via rádio tendem a reproduzir os drift dos carros reais.
Usando pneus especiais, os automodelos percorrem o traçado da pista praticamente de lado.
Atualmente existem 2 categorias do RC Drift 4x4(AWD) tração nas 4 rodas e 4x2(RWD) tração somente nas rodas traseiras.